# Enrico Arrigoni
Enrico Arrigoni (pseudonym Frank Brand), född den 20 februari 1894, död den 7 december 1986 var italiensk individualanarkist. Arrigoni var influerad av bland andra Max Stirner. 